# Nationaldemokratische Partei Afars
Die Afar National Democratic Party oder Nationale Demokratische Partei der Afar (amharisch የአፋር ብሔራዊ ዴሞክራሲያዊ ፓርቲ englisch Afar National Democratic Party; Abkürzung ANDP) war eine politische Partei in Äthiopien. Am 1. Dezember 2019 schloss sie sich mit der regierenden Koalition Revolutionären Demokratischen Front der Äthiopischen Völker zur neuen Wohlstandspartei zusammen.
Die ANDP vertrat in Äthiopien die ethnische Gruppe der Afar und stellte die Regionalregierung in der Afar-Region. Die Partei war als regionaler Partner der Regierungskoalition auch an der nationalen Regierung des Landes beteiligt. So waren der nationale Bundessozialminister Äthiopiens sowie der Bundesminister für Viehzucht Mitglied der ANDP.

## Geschichte

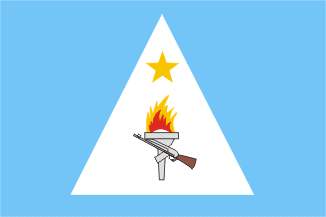
Flagge der Revolutionären Demokratischen Einheitsfront der Afar (ARDUF)

Die ANDP wurde in der zweiten Hälfte des Jahres 1999 aus dem Zusammenschluss der Demokratischen Organisation des Volkes der Afar (Afar People‘s Democratic Organization, APDO), der Nationalen Befreiungsfront der Afar (Afar National Liberation Front, ANLF) und der Nationalen Demokratischen Bewegung der Afar (Afar National Democratic Movement, NDBA) sowie aus Mitgliedern der Afar-Befreiungsfront (Afar Liberation Front, ALF) und der Revolutionären Demokratischen Einheitsfront der Afar (Afar Revolutionary Democratic Unity Front, ARDUF) gegründet. Die ALF und die ARDUF sind allerdings weiterhin politisch aktiv.
Bei den nationalen Wahlen zum äthiopischen Bundesparlament am 15. Mai 2005 gewann die ANDP mit 1,4 % der Wählerstimmen 8 der 546 Parlamentssitze im Volksrepräsentantenhaus und somit auch sämtliche Sitze für die Region Afar. Bei den Wahlen zu den Regionalparlamenten im August des gleichen Jahres gewann die Partei 84 der möglichen 87 Sitze im Landesparlament der Afar-Region.